# الماگرو، بوئناس ایرز
الماگرو، بوئناس ایرز (به اسپانیایی: Almagro, Buenos Aires) یک سکونتگاه مسکونی در آرژانتین است که در بوئنوس آیرس واقع شده‌است.

## خصوصیات
الماگرو ۴٫۱ کیلومترمربع مساحت و ۱۳۸٬۹۴۲ نفر جمعیت دارد.